# Otto Wilhelm von Tümpling
Otto Wilhelm von und zu Tümpling (* 1660, Schloss Altenburg, Herzogtum Sachsen-Altenburg; † 28. Juni 1730, Karlsbad, Böhmen,  Habsburgermonarchie) war sächsisch-merseburgischer Hofmarschall, kursächsischer Kammerherr und Stiftsdirektor von Zeitz.

## Leben
Otto Wilhelm war ein Sohn von Philipp Heinrich von Tümpling, sachsen-merseburgischer Hofmarschall, und Sybille Justina von Sack. 1689 trat er in den Dienst von Herzog Johann Georg II. von Sachsen-Eisenach als Kämmerer. 1694 wurde er durch den neuen Kurfürsten August den Starken zum Amtshauptmann von Borna eingesetzt. 1697 ernannte August ihn zum kursächsischen Kammerrat und Hausmarschall für Merseburg, 1698 dann auch zum dortigen Hofmarschall. Otto Wilhelm von Tümpling hatte damit das zweithöchste Amt im Herzogtum Merseburg nach dem Kanzler. Ihm unterstanden die Hofhaltung, das Bauwesen, die Vorwerke und die Aufsicht über den größten Teil der Einnahmen. Das Herzogtum Merseburg wurde in dieser Zeit von der Herzogswitwe Erdmute Dorothea geführt, die die Erziehung des jungen Moritz Wilhelm übernahm, und die Tümpling über die gesamte Zeit seines Amtes mit tiefer Feindseligkeit gegenüberstand.
1712 entließ der mündig gewordene Herzog bald nach seiner Amtsübernahme den Hofmarschall.
1718 wurde Tümpling von August dem Starken zum kursächsischen Kammerherrn und 1718 zum Kammerdirektor des Stifts Zeitz ernannt, das kurz zuvor an Kursachsen gefallen war. 1724 wurde er auch noch Obersteuereinnehmer im Herzogtum Sachsen-Altenburg.
Von Tümpling war mit Emilie Eleonore Reichsgräfin von Allstädt (1674–1709) seit 1692 verheiratet. Diese war eine Tochter von Herzog Bernhard von Sachsen-Jena in Zweitehe mit Marie Elisabeth von Kospoth. Sie hatten 2 Töchter und 4 Söhne.
Besitztümer waren Tümpling (1687–1730, teilweise), Schieben bei Naumburg (1693–1713), Heiligenkreuz bei Naumburg (1720–1730), Kückebusch (Kyckpusch), Niederlausitz (1725–1730) und Vetschau, Niederlausitz (1712–1715).